# Паннонская группа диалектов

Карта распространения диалектов словенского языка
Паннонская группа диалектов

Панно́нская гру́ппа диале́ктов (также паннонская диалектная зона, паннонские диалекты; словен. panonska narečna skupina) — одна из семи основных диалектных групп словенского языка. Область распространения — западная часть территории Паннонской равнины на востоке Словении и в приграничных со Словенией районах западной Венгрии. Включает четыре диалекта: прекмурский, горичанский (горицский), прлекийский и халозский. Носители диалектов — представители субэтнических групп прекмурцев, холожан и других.
В фонетической системе паннонских диалектов отмечаются такие исторические изменения, как u > ü; u > i; l’ > l; сохранение группы čr-; наличие дифтонгов в прекмурском ареале; наличие протезы v- перед u-; в просодической системе сохранилась только нисходящая интонация.
На прекмурском диалекте паннонской группы с XVII—XVIII веков создавались письменные тексты, на прекмурской основе в этот период формировался один из вариантов словенского литературного языка наряду с центральнословенским (краинским), каринтийским, штирийским и другими. В начале XX века прекмурский как литературно-письменный язык практически полностью вышел из употребления. К настоящему времени на прекмурском изредка печатают книги религиозной тематики для общины Евангелической церкви Словении.